# Maona

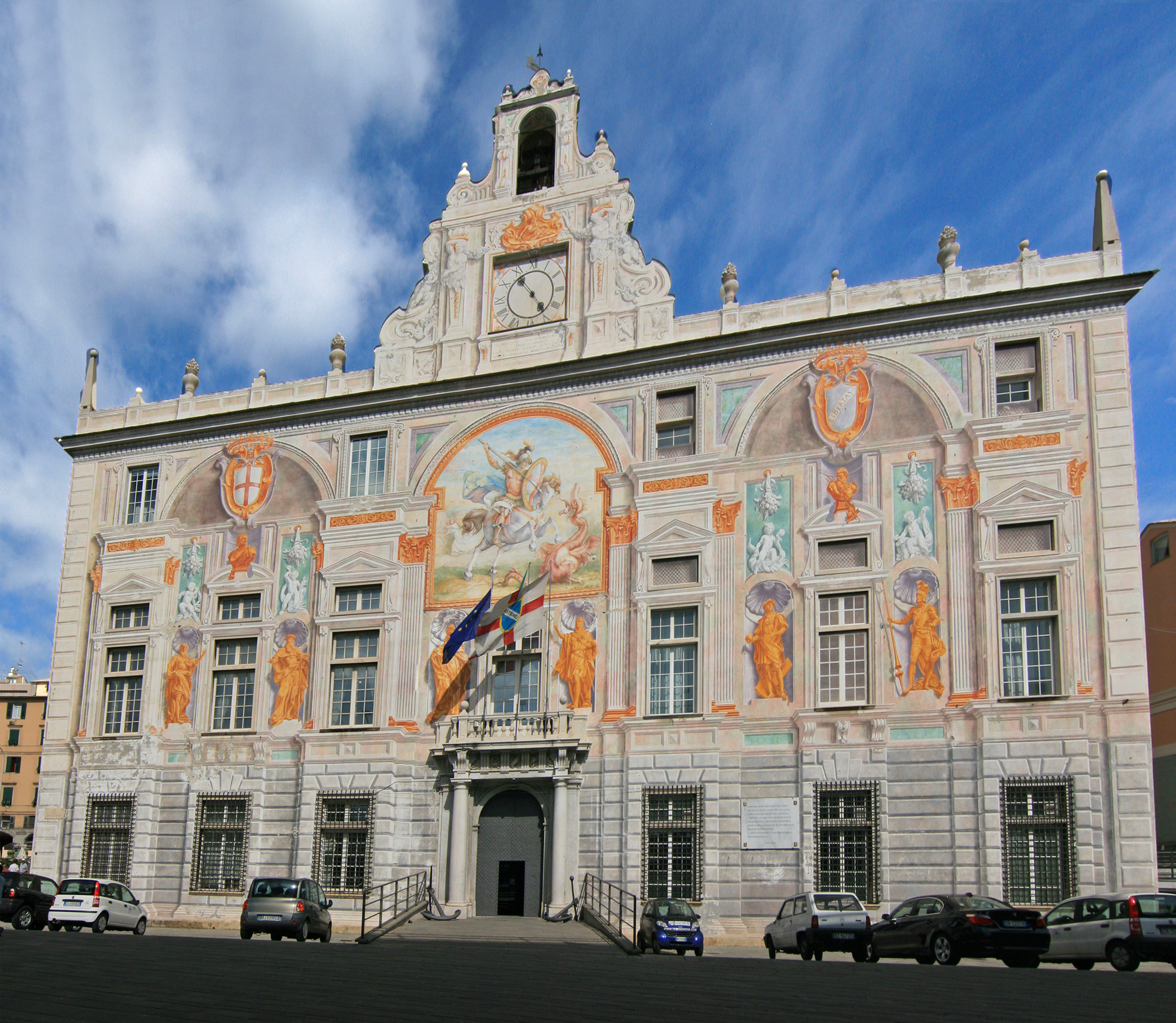
Palazzo San Giorgio in Genua.

Een maona of mons was een lening aan een staat of stad in middeleeuws Italië. De investeerders werden ingeschreven in een openbaar register en verkregen het recht op belastinginkomsten (compera delle imposte) of handelsprivileges. De lening was verdeeld in gelijke delen (loca of partes) die vrij verhandelbaar waren, vergelijkbaar met moderne effecten. Voor de duur van de lening verenigden de houders van de loca's zich in een societas comperarum. Met deze partnerschappen werden de fiscale vorderingen geïnd en werd gezorgd dat de lening werd afbetaald. Zo werden ook maona gesloten door Venetië en Genua voor de handel met Brugge, Antwerpen en Londen. Tussen 1318 en 1532 voeren de galeien van de Vlaamse vloot regelmatig naar Vlaanderen.
Er waren ook langduriger organisaties. De Maona di Chio e di Focea, ook wel Maona dei Giustiniani genoemd, bestond van 1346 tot 1566. Het werd opgericht om een Genuese vloot te financieren van 29 galeien waarmee Chios en het oude en nieuwe Phocaea veroverd moest worden op Venetië. Na de verovering werd Chios bestuurd door Genua, terwijl de Maona het recht van vruchtgebruik (dominium utile) van Chios en Phocaea kreeg. De Duitse jurist Levin Goldschmidt heeft dit het eerste naamloze vennootschap genoemd, hoewel daar ook enige kritiek op is geweest, aangezien een loca een schuld vertegenwoordigde en geen eigendom. In 1350 werd met de Compera Magna Venetorum de strijd tegen Venetië opnieuw gefinancierd. In 1373 werd de Genuese Maona Vecchia di Cipro voor Cyprus opgericht.
In 1407 werd de Officium procuratorum San Giorgio, later de Banco di San Giorgio, opgericht om een aantal comperae te beheren. In 1454 beheerde het Officium vrijwel de gehele staatsschuld van Genua. Het verkreeg het vruchtgebruik van de Genuese koloniën, waaronder Corsica. Het werd daarmee een soevereine instantie en volgens Machiavelli een staat in de staat.